# Новоазовськ
Новоазо́вськ — місто в Кальміуському районі Донецької області України. Адміністративний центр Новоазовської міської громади. Розташоване на узбережжі Азовського моря, на схід від Маріуполя, поблизу від гирла річки Грузький Яланчик.
Підпорядковані населені пункти: Гусельщикове, Козлівка, Самсонове. За 10 км від міста на трасі E58 розташований пункт пропуску на кордоні з Росією Новоазовськ — Весело-Вознесенка.
З серпня 2014 року під час масованого вторгнення російських військ місто захопили терористи з «ДНР» (окуповане російсько-терористичними військами).

## Населення

### Національний склад
Національний склад населення за даними перепису 2001 року:
| Національність  | Відсоток |
| --------------- | -------- |
| українці        | 58,00%   |
| росіяни         | 38,87%   |
| греки           | 1,02%    |
| білоруси        | 0,55%    |
| татари          | 0,17%    |
| грузини         | 0,15%    |
| інші/не вказали | 1,24%    |

### Мова
Розподіл населення за рідною мовою за даними перепису 2001 року:
| Мова            | Кількість | Відсоток |
| --------------- | --------- | -------- |
| російська       | 9756      | 76.68%   |
| українська      | 2910      | 22.87%   |
| білоруська      | 7         | 0.06%    |
| грецька         | 4         | 0.03%    |
| вірменська      | 3         | 0.02%    |
| німецька        | 2         | 0.02%    |
| гагаузька       | 1         | 0.01%    |
| польська        | 1         | 0.01%    |
| інші/не вказали | 39        | 0.30%    |
| Усього          | 12723     | 100%     |

За даними перепису 2001 року населення міста становило 12723 особи, з них 22,87 % зазначили рідною мову українську, 76,68 % — російську, 0,77 %— грецьку, 0,06 %— білоруську, 0,03 %— грецьку, 0,02 %— вірменську та німецьку, 0,01 %— гагаузьку та польську мови.
У 2013 році кількість населення становила 11760 осіб.

## Історія

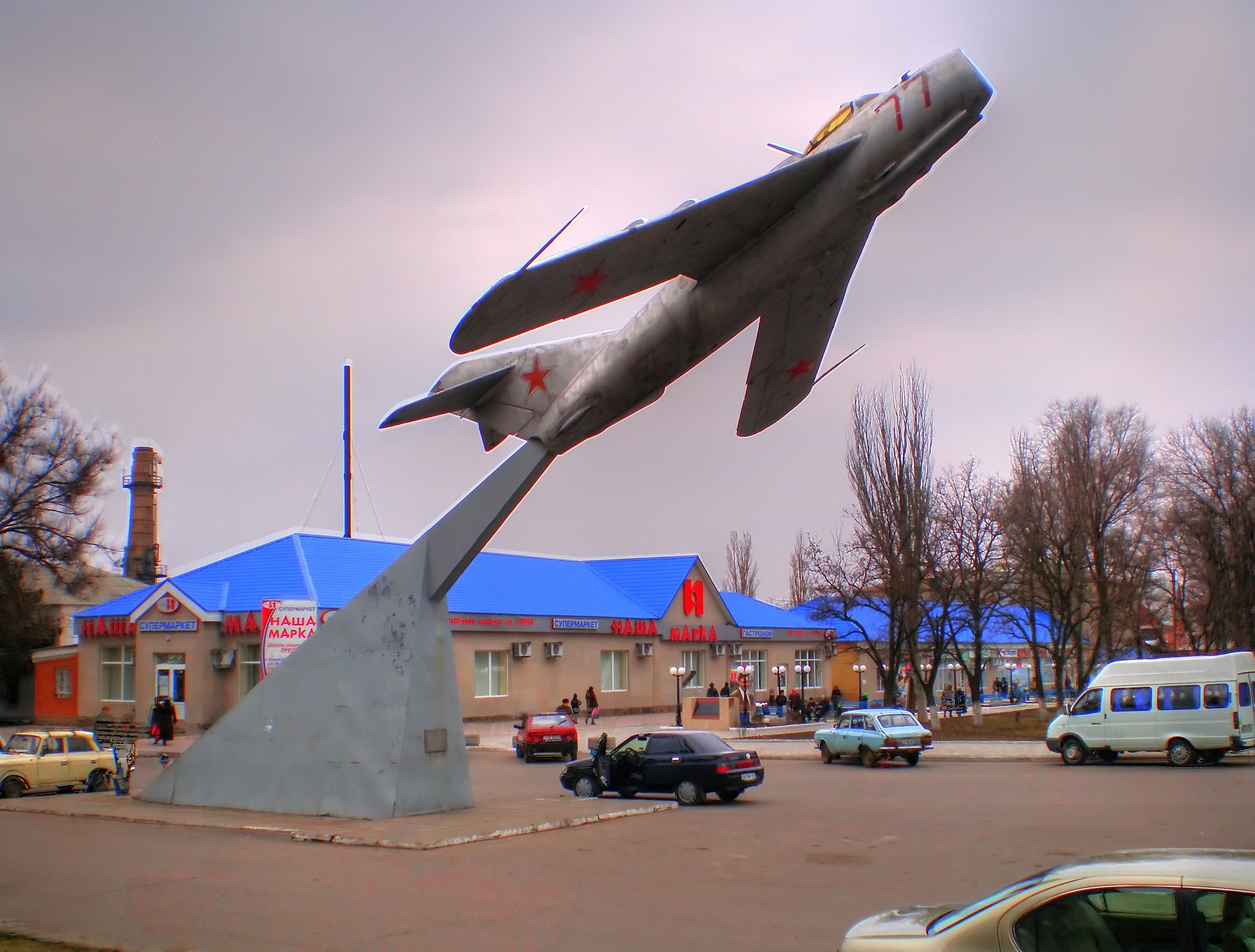
Комсомольська площа

Заснований у 1849 році під назвою станиця Новомиколаївська. До 1859 року в станиці було 128 дворів, 885 жителів. Місцерозташування на перетині морських і сухопутних шляхів сприяло тому, що в 70—80-х роках XIX століття поселення стало місцем активної торгівлі житом, худобою, рибою, сіллю. Тут побудували пристань із магазинами і складськими приміщеннями. Наприкінці XIX століття в станиці налічувалося вже 511 козацьких дворів. До 1914 року в Новомиколаївській у 701 дворі мешкало близько 7 900 чоловік. Працювали три цегляні заводи, поштово-телеграфна контора, ощадно-позикове товариство, два початкові училища. Щороку проводилися два ярмарки.

### Визвольні змагання
На початку 1920 року Область Війська Донського була упокорена формуваннями Красної Армії Радянської Росії (РСФРР), після чого частину його територій було передано в Радянську Україну (УСРР), у тому числі Станицю Новомиколаївську — Губернії Донецькій, яка згодом стане Областю Донецькою (і Сталінською).

### У складі Країни Рад
До 1923 року Місто мало назву Станиця Новомиколаївська, до 05.05.1958 — Будьоннівка на честь Командарма Буденного. У 1929 році тут створено два колгоспи, які до 1931 року об'єднали 80 % дворів. Утворилися риболовецька артіль, радгосп.
У 1933 році в контексті політики колективізації організовано машино-тракторну станцію (МТС). В цей же час в процесі упокорення активних антирадянщиків, куркулів і саботажників політики Правлячої Партії проводилась політика пацифікації голодом місцевого населення, переважно козацького і українського походження, нині відома як Більшовицький (Сталінський) Голодомор. Загинули сотні мешканців міста.
Згодом побудовані ферми: молочнотоварні, вівчарські, свинарські, птахівничі.
Напередодні Другої світової війни в місті працювали місцева електростанція, лікарня, дві загальноосвітні школи, районна бібліотека, будинок культури.
Із 1938 року — смт, з 1966 року — місто районного підпорядкування.

### Війна на сході України
27 серпня 2014 в місто увійшли російські підрозділи і була оголошена влада «ДНР».
29 травня 2021 року російський комплекс РБ-636 «Свєт-КУ» потрапив на фото. Цього разу БПЛА дальнього радіусу дії його помітили біля окупованого міста Новоазовськ. Про це йдеться у текстовій частині звіту СММ ОБСЄ № 125/2021 від 1 червня 2021 року.

## Економіка
ЗАТ «Новоазовська птахофабрика», ТОВ «Агрофірма „Россия“» (утворене у 1950 році з колгоспів імені Першої Будьонівської ради і «Революційної хвилі», до 1970 року називався колгоспом імені Будьонного), агроцех 27 Маріупольського металургійного комбінату ім. Ілліча, ТОВ «Новоазовський завод мінеральної води». Колишні рибрадгосп «Україна» (утворений в 1930 році, до 1958 року — рибрадгосп імені Ворошилова), племрадгосп імені Рози Люксембург. Колишній комбікормовий завод, колона тресту «Ждановсільбуд», «Сільгосптехніка».

## Визначні пам'ятки

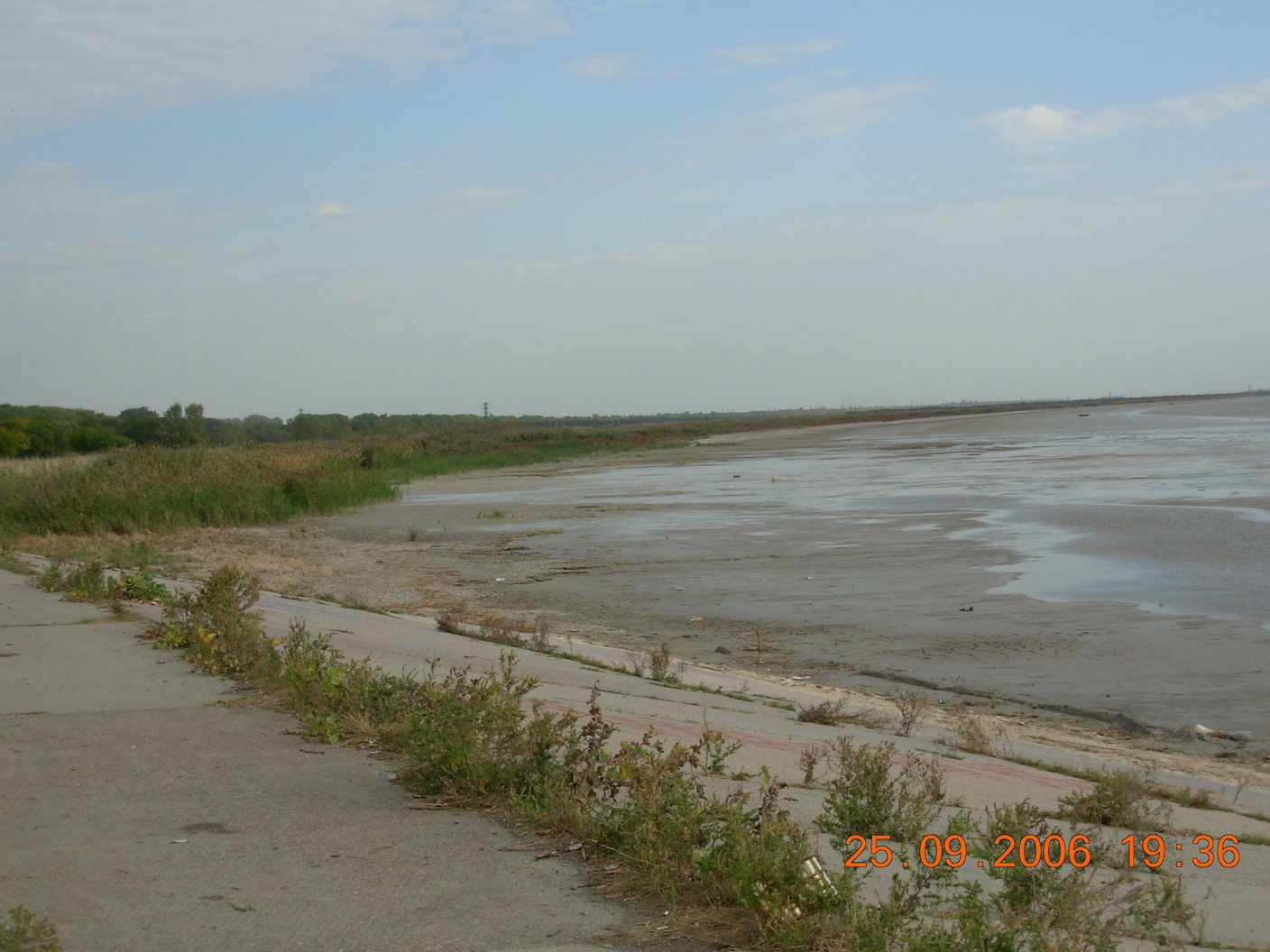
Міський пляж

- Професійно-технічний ліцей (вул. 50 років СРСР)
- Новоазовський районний палац культури (вул. Леніна)
- Єланчанський міський клуб (вул. Аврорська)
- Пам'ятний знак жертвам Голодомору 1932—1933 років (відкрито 2008 року).

## Соціальна сфера
Три загальноосвітніх школи, 5 дитсадків, професійно-технічне училище, районна лікарня, будинок культури, 2 бібліотеки. У літній період діють 2 дитячих оздоровчих табори, 3 пансіонати.

## Відомі люди
- Ажина Василь Олександрович
- Дьяков Василь Аврамович
- Зось-Кіор Микола Валерійович (н. 1976) — український вчений, економіст, доктор економічних наук, професор.
- Зубов Микола Григорович
- Ковальов Олександр Володимирович (1980—2014) — прапорщик Державної прикордонної служби України, учасник російсько-української війни.
- Кононов Іван Микитович — радянський колабораціоніст, майор РСЧА, оберст (полковник) вермахту, генерал-майор Збройних Сил Комітету визволення народів Росії.
- Курбатов Анатолій Андрійович
- Назаров Федір Дмитрович (1884—1930) — донський козак, голова загальнокозачого Фронтового з'їзду, який проходив в Києві.
- Поляков Анатолій Васильович — український театрознавець.
- Поляков Іван Олексійович
- Пресняков Володимир Миколайович (1988—2014) — молодший сержант Державної прикордонної служби України, учасник російсько-української війни.
- Сагацкій Іван Васильович
- Сагацкій Іван Іванович
- Хрещатицький Борис Ростиславович (1881—1940) — отаман Далекосхідного українського війська Зеленого Клину.